# 문사모
문사모는 ‘문재인 변호사를 사랑하는 사람들의 모임’의 줄임말로서, 문재인의 지지자들임을 표방하는 대한민국의 친문 관련 시민단체이다. 공식 명칭은 문재인 변호사님을 사랑하는 사람들의 모임이다. 2004년 2월 12일에 개설되었고, 2009년 5월에 노무현 전 대통령 사후 활발하게 활동을 전개해 왔다. 카페의 현재 상태는 비공개다.

## 주요 활동
온·오프라인에서 문재인과 관련된 활동을 하고 있고, 대한민국 제18대 대선에서는 문재인을 지지하는 자발적인 활동을 하였다. 2016년 상반기에 다른 세 개의 문재인 지지 카페와 함께 문재인공식팬카페(문팬)로 통합되었다.

## 같이 보기
- 문재인공식팬카페